# Новоазовск
Новоазо́вск (укр. Новоазовськ) — город в Кальмиусском районе Донецкой области Украины. Административный центр Новоазовской городской общины. Расположен на побережье Азовского моря, на востоке от Мариуполя, вблизи от устья реки Грузский Еланчик.
С августа 2014 года находится под контролем самопровозглашённой Донецкой Народной Республики, согласно законодательству Украины является временно оккупированной территорией.

## Географическое положение
Расположен на побережье Азовского моря, к востоку от Мариуполя, в устье реки Грузской Еланчик.
Подчинены населённые пункты: Гусельщиково, Козловка, Самсоново. Перед Новоазовском находится пропускной пограничный пункт для автомобильного транспорта на автомагистрали E 58—М23 «Кишинёв—Ростов».
Соседние населённые пункты по сторонам света
С: Гусельщиково, Козловка, Розы Люксембург
СЗ: Митьково-Качкари, Патриотичное, Качкарское
СВ: Маркино
З: Безыменное, Самсоново
В: Холодное
ЮЗ: —
ЮВ: Обрыв, Седово
Ю: —

## История
Станица Новониколаевская основана в 1849 году на территории Таганрогского округа области Войска Донского.
К 1859 году в станице было 128 дворов, 885 жителей. Месторасположение на пересечении морских и сухопутных путей способствовало тому, что в 1870—1880-х годах станица стала местом оживлённой торговли пшеницей, скотом, рыбой, солью. Была построена пристань с магазинами и складскими помещениями.
В конце XIX века в станице насчитывалось 511 дворов и 7247 жителей.
К 1914 году в Новониколаевской в 701 дворе проживало около 7 900 человек. Работали три кирпичных завода, почтово-телеграфная контора, ссудо-сберегательное товарищество, два начальных училища. Каждый год проводились две ярмарки.

### 1918—1991
В начале 1918 года в станице была впервые установлена советская власть, в дальнейшем селение оказалось в зоне боевых действий Гражданской войны. В мае 1918 года станица попала в приграничную с Украиной австро-немецкую оккупационную зону. Освобождена в начале 1919 года. В марте 1920 года станица вместе с западной частью ликвидируемой области войска Донского была передана из состава России в Украинскую ССР, где вошла в Донецкую губернию. При возвращении значительной части этих территорий обратно РСФСР в 1924 году станица возвращена не была, оставшись частью УССР.
В 1923 году переименована в станицу Будённовскую.
В 1929 году здесь были созданы два колхоза, которые к 1931 году объединили 80 % дворов. Образовались рыболовецкая артель и совхоз. В 1933 году была организована машинно-тракторная станция (МТС). Были построены молочнотоварные, овцеводческие, свиноводческие, птицеводческие фермы.
С 1938 года посёлок городского типа Будённовский. Накануне Великой Отечественной войны в станице работали местная электростанция, больница, две общеобразовательные школы, районная библиотека, дом культуры.
В 1951 году здесь действовали совхоз и несколько мелких предприятий местной промышленности.
В 1959 году посёлок был переименован в Новоазовский, с 1966 года — город районного подчинения Новоазовск.
В 1973 году население составляло 13 тыс. человек, здесь действовали кирпичный завод, птицекомбинат, а также музей боевой и трудовой славы.
По состоянию на начало 1982 года здесь действовали племенной овцезавод, комбикормовый завод, молочный завод, хлебный завод, два асфальтобетонных завода, кирпичный завод, птицефабрика, пищевкусовая фабрика, межколхозная строительная организация, райсельхозтехника, райсельхозхимия, комбинат бытового обслуживания, ПТУ, 4 общеобразовательные школы, музыкальная школа, больница, Дом культуры, 4 клуба, 10 библиотек.
В январе 1989 года численность населения составляла 12 988 человек, основой экономики являлась пищевая промышленность.

### 1992—2014
После провозглашения независимости Украины Новоазовск оказался у границы с Россией, здесь был создан контрольно-пропускной пункт «Новоазовск», который находился в зоне ответственности Донецкого пограничного отряда Восточного регионального управления ГПСУ.
В мае 1995 года Кабинет министров Украины утвердил решение о приватизации находившихся в городе АТП-11419, райсельхозтехники, райсельхозхимии, птицефабрики, в июле 1995 года было утверждено решение о приватизации племзавода имени Розы Люксембург. В октябре 1995 года было утверждено решение о приватизации комбикормового завода.
В 1998 году была введена в строй Новоазовская ВЭС.
В декабре 2006 года началась процедура банкротства племзавода. В сентябре 2012 года он был признан банкротом и началась процедура его ликвидации.
На 1 января 2013 года численность населения составляла 11 760 человек.

### После 22 февраля 2014 года
15 марта 2014 года представители компартии Украины провели в Новоазовске митинг под лозунгом «За Крым! За Донбасс! За референдум!». Аналогичные митинги были проведены 15—16 марта и в других городах Донецкой области. 16 марта около 200 жителей Новоазовска заблокировали местный пограничный отряд.
В начале апреля 2014 года в Донецке сторонники автономии захватили здание областного совета и областной госадминистрации, а затем провозгласили образование Донецкой Народной Республики. После этого к пункту пропуска «Новоазовск» правоохранительные органы стянули силы, поскольку ожидали акций протеста. 16 апреля в Новоазовске в ходе митинга за проведение референдума о самоопределении Донбасса и признание Донецкой Народной Республики его участники сняли флаг Украины со здания городской администрации и подняли флаг ДНР.
В начале мая в соседнем Мариуполе сепаратисты вступили в вооружённое противостояние с украинскими силовиками. 9 мая Нацгвардия Украины применила тяжёлую технику и вооружение против вооружённых формирований ДНР в Мариуполе. 13 июня в Мариуполе украинские батальоны «Азов» и «Днепр-1» провели спецоперацию, в ходе которой вооружённые сторонники непризнанной ДНР были задержаны и обезоружены, а занятые ими здания возвращены под контроль Украины. В тот же день вооружённые формирования ДНР оставили Новоазовск.
23 августа 2014 года из-за обстрелов пункт пропуска «Новоазовск» был закрыт. Колонна российской техники под флагами «ДНР» вошла в южную часть Донецкой области Украины. 27 августа Россия захватила Новоазовск. Над городской администрацией был поднят флаг ДНР.
В Новоазовске расположилось командование сепаратистского 9-го Мариупольско-Хинганского полка.

## Население
Количество на начало года.
| Год  | Количество жителей |
| ---- | ------------------ |
| 1859 | 885                |
| 1873 | 2556               |
| 1897 | 2124               |
| 1923 | 3542               |
| 1933 | 4037               |
| 1939 | 4600               |
| 1959 | 8685               |
| 1970 | 11025              |
| 1979 | 12015              |
| 1988 | 12100              |
| 1989 | 12988              |
| 1992 | 13400              |
| 1994 | 14000              |
| 1998 | 13500              |
| 2002 | 12702              |
| 2003 | 12590              |
| 2004 | 12503              |
| 2005 | 12433              |
| 2006 | 12329              |
| 2007 | 12255              |
| 2008 | 12192              |
| 2009 | 12117              |
| 2010 | 12047              |
| 2011 | 11950              |
| 2012 | 11855              |
| 2013 | 11760              |
| 2014 | 11740              |
| 2015 | 11635              |
| 2016 | 11482              |
| 2017 | 11440              |
| 2018 | 11355              |
| 2019 | 11255              |
| 2020 | 11147              |
| 2021 | 11104              |
| 2022 | 11051              |
| 2023 | 12723              |

## Экономика
ЗАО «Новоазовская птицефабрика», ООО «Агрофирма „Россия“» (образован в 1950 году из колхозов имени Первого Будённовского совета и «Революционной волны», до 1970 года назывался колхозом имени Будённого), ООО «Новоазовский завод минеральной воды» (с 1991 года является производителем природной минеральной воды «Новоазовская»). Бывшие рыбсовхоз «Украина» (образован в 1930 году, до 1958 года — рыбсовхоз имени Ворошилова), бывший комбикормовый завод, колонна треста «Ждановсельстрой», «Сельхозтехника», Новоазовская ВЭС.

## Транспорт
Автобусное сообщение с Донецком.

## Социокультурная сфера
Пять детсадов, районная больница, дом культуры, детская школа искусств, две библиотеки. В летний период действуют два детских оздоровительных лагеря, три пансионата.
Образование
Три школы и филиал Луганского национального аграрного университета (бывшее ПТУ № 100).
Достопримечательности

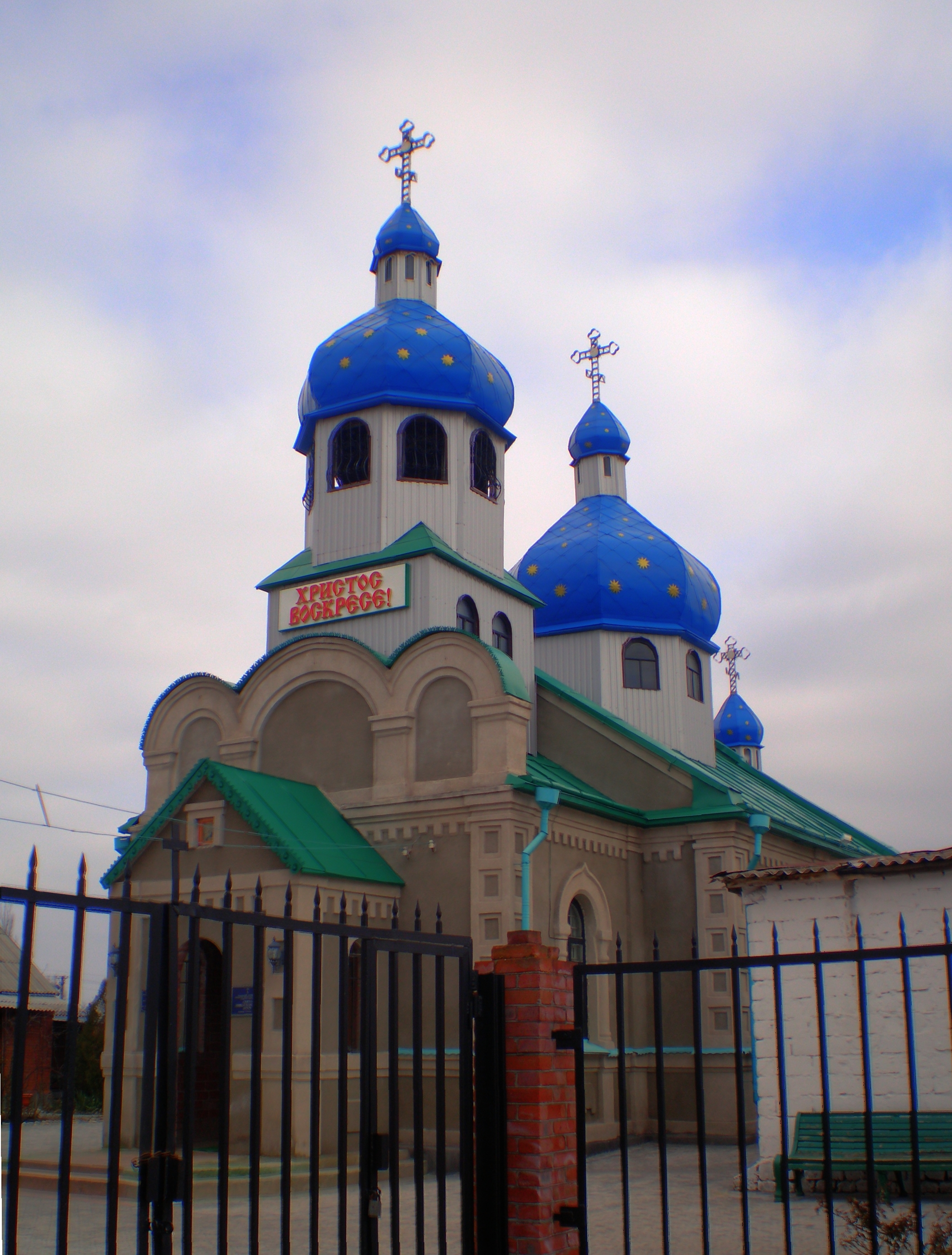
Святоникольский храм

- Природный источник Новоазовской минеральной воды
- Святоникольский храм
- Новоазовский районный дворец культуры (ул. Ленина)
- Городской пляж (берег Азовского моря)
- Памятник с портретом Владимира Бойко (ММК им. Ильича)

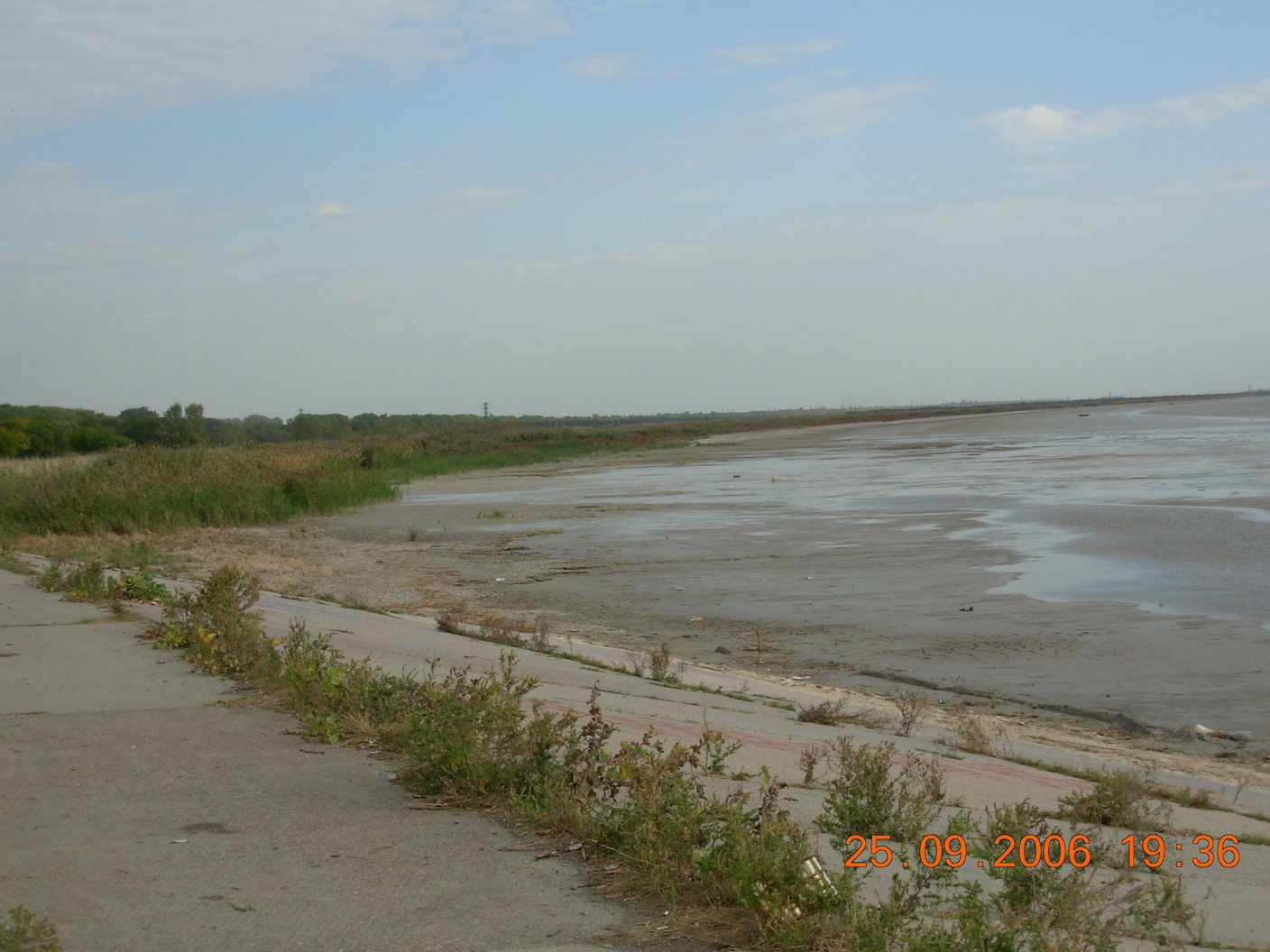
Городской пляж

- Спортивная школа
- МОУ «Новоазовская школа № 1»

СМИ
- Газета «Родное Приазовье»

## Известные уроженцы
- Ажинов, Василий Александрович (1866—1931) — донской казачий военачальник, генерал-лейтенант.
- Назаров, Фёдор Дмитриевич (1884 — 17 июня 1930) — донской казак. Руководитель Назаровского десанта в 1920 году.
- Зубов, Николай Григорьевич (1885—1968) — донской казак, генерал-майор РИА и ВСЮР.
- Курбатов, Анатолий Андреевич (1884—?) — донской казак, полковник Донской армии и ВСЮР.
- Поляков, Иван Алексеевич (1886—1969) — русский военачальник, генерал-майор Генштаба.
- Сагацкий, Иван Васильевич (1874—1917) — донской казак, полковник РИА.
- Хрещатицкий, Борис Ростиславович (1881—1940) — генерал-лейтенант (1919), участник Гражданской войны на Дальнем Востоке и в Сибири. Атаман Дальневосточного Украинского войска Зелёного Клина (1918—1923). Лейтенант французского Иностранного Легиона.
- Дьяков, Василий Авраамович (1883—1945) — военачальник Донской армии, генерал-майор.
- Сагацкий, Иван Иванович (1901—1981) — сотник Войска Донского, поэт, инженер-геолог, доктор естественных наук.
- Кононов, Иван Никитич (1900—1967) — коллаборационист, генерал-майор Вооружённых Сил Комитета освобождения народов России.
- Зось-Киор, Николай Валерьевич (1976—) — украинский учёный, экономист, доктор экономических наук, доцент.